# Pikule (Sainte-Croix)
Pour les articles homonymes, voir Pikule.
Pikule est une localité polonaise de la gmina de Fałków, située dans le powiat de Końskie en voïvodie de Sainte-Croix.